# Erynnis horatius
Espèce
Erynnis horatius est un insecte lépidoptère de la famille des Hesperiidae, de la sous-famille des Pyrginae et du genre Erynnis.

## Dénomination
Erynnis horatius a été décrit par Samuel Hubbard Scudder en 1870 sous le nom de Nisoniades horatius.

### Noms vernaculaires
Erynnis horatius se nomme en anglais Horace's Duskywing .

## Description
C'est un papillon marron d'une envergure variant de 28 mm à 42 mm au dessus marron foncé orné de quelques petits points blancs, plus grands chez la femelle.

## Biologie

### Période de vol et hivernation
Il vole en deux générations entre avril et septembre.
Il hiverne au stade de chenille

### Plantes hôtes
Les plantes hôtes de sa chenille sont des Quercus, Quercus gambelii, Quercus ilicifolia,Quercus muehlenbergii, Quercus nigra, Quercus phellos,Quercus stellata,Quercus texana ,et Quercus velutina,.

## Écologie et distribution
Il réside en Amérique du Nord, dans tout le centre et l'est des USA et au Mexique,. C'est un migrateur rare au Canada dans le sud de l'Ontario.

### Biotope
Il réside dans les champs et au bord des routes.

### Protection
Pas de statut de protection particulier.

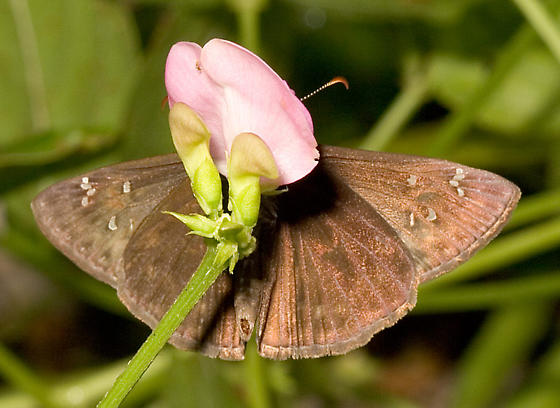
Erynnis horatius revers

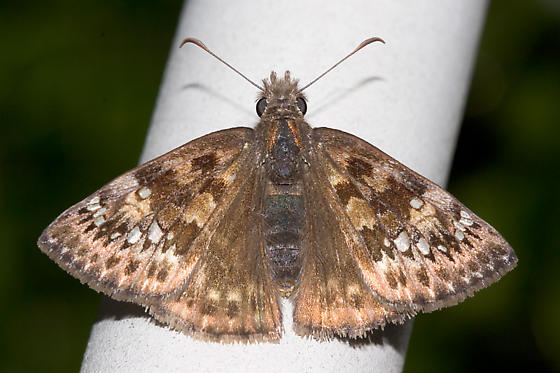
Erynnis horatius

## Liens taxonomiques
- (en) Tree of Life Web Project : Erynnis horatius
- (en) Catalogue of Life : Erynnis horatius Scudder & Burgess, 1870 (consulté le 18 décembre 2020)
- (fr + en) ITIS : Erynnis horatius  (Scudder & Burgess, 1870)
- (en) NCBI : Erynnis horatius (taxons inclus)